# Primi ministri della Repubblica del Madagascar

Stendardo del Primo ministro della Repubblica del Madagascar

I primi ministri della Repubblica del Madagascar dal 1960 (data di indipendenza dalla Francia) ad oggi sono stati 23 e hanno presieduto complessivamente 23 governi.

## Elenco
| N°                                                          | Primo ministro                                           | Primo ministro                                           | Primo ministro                                           | Mandato                                                  | Mandato                                                  | Partito                                                                       | Capi di Stato                     |
| N°                                                          | Primo ministro                                           | Primo ministro                                           | Primo ministro                                           | Inizio                                                   | Fine                                                     | Partito                                                                       | Capi di Stato                     |
| ----------------------------------------------------------- | -------------------------------------------------------- | -------------------------------------------------------- | -------------------------------------------------------- | -------------------------------------------------------- | -------------------------------------------------------- | ----------------------------------------------------------------------------- | --------------------------------- |
| Carica non istituita (dal 26 giugno 1960 al 18 maggio 1972) |                                                          |                                                          |                                                          |                                                          |                                                          |                                                                               |                                   |
| 1                                                           |                                                          |                                                          | Gabriel Ramanantsoa (1906-1979)                          | 18 maggio 1972                                           | 5 febbraio 1975                                          | Militare                                                                      | Philibert Tsiranana (1912-1978)   |
| 1                                                           | Gabriel Ramanantsoa (1906-1979)                          |                                                          | Gabriel Ramanantsoa (1906-1979)                          | 18 maggio 1972                                           | 5 febbraio 1975                                          | Militare                                                                      |                                   |
| Carica abolita (dal 5 febbraio 1975 all'11 gennaio 1976)    | Carica abolita (dal 5 febbraio 1975 all'11 gennaio 1976) | Carica abolita (dal 5 febbraio 1975 all'11 gennaio 1976) | Carica abolita (dal 5 febbraio 1975 all'11 gennaio 1976) | Carica abolita (dal 5 febbraio 1975 all'11 gennaio 1976) | Carica abolita (dal 5 febbraio 1975 all'11 gennaio 1976) | Carica abolita (dal 5 febbraio 1975 all'11 gennaio 1976)                      | Richard Ratsimandrava (1931-1975) |
| Carica abolita (dal 5 febbraio 1975 all'11 gennaio 1976)    | Carica abolita (dal 5 febbraio 1975 all'11 gennaio 1976) | Carica abolita (dal 5 febbraio 1975 all'11 gennaio 1976) | Carica abolita (dal 5 febbraio 1975 all'11 gennaio 1976) | Carica abolita (dal 5 febbraio 1975 all'11 gennaio 1976) | Carica abolita (dal 5 febbraio 1975 all'11 gennaio 1976) | Carica abolita (dal 5 febbraio 1975 all'11 gennaio 1976)                      | Gilles Andriamahazo (1919-1989)   |
| Carica abolita (dal 5 febbraio 1975 all'11 gennaio 1976)    | Carica abolita (dal 5 febbraio 1975 all'11 gennaio 1976) | Carica abolita (dal 5 febbraio 1975 all'11 gennaio 1976) | Carica abolita (dal 5 febbraio 1975 all'11 gennaio 1976) | Carica abolita (dal 5 febbraio 1975 all'11 gennaio 1976) | Carica abolita (dal 5 febbraio 1975 all'11 gennaio 1976) | Carica abolita (dal 5 febbraio 1975 all'11 gennaio 1976)                      | Didier Ratsiraka (1936-2021)      |
| 2                                                           |                                                          |                                                          | Joël Rakotomalala (1929-1976)                            | 11 gennaio 1976                                          | 30 luglio 1976                                           | AREMA                                                                         |                                   |
| 3                                                           |                                                          |                                                          | Justin Rakotoniaina (1933-2001)                          | 12 agosto 1976                                           | 1º agosto 1977                                           | AREMA                                                                         |                                   |
| 4                                                           |                                                          |                                                          | Désiré Rakotoarijaona (1934)                             | 1º agosto 1977                                           | 12 febbraio 1988                                         | Militare                                                                      |                                   |
| 5                                                           |                                                          |                                                          | Victor Ramahatra (1945)                                  | 12 febbraio 1988                                         | 8 agosto 1991                                            | Militare                                                                      |                                   |
| 6                                                           |                                                          |                                                          | Guy Razanamasy (1928-2011)                               | 8 agosto 1991                                            | 9 agosto 1993                                            | AREMA                                                                         |                                   |
| 6                                                           |                                                          |                                                          | Guy Razanamasy (1928-2011)                               | 8 agosto 1991                                            | 9 agosto 1993                                            | AREMA                                                                         |                                   |
| 6                                                           | Albert Zafy (1927-2017)                                  |                                                          | Guy Razanamasy (1928-2011)                               | 8 agosto 1991                                            | 9 agosto 1993                                            | AREMA                                                                         |                                   |
| 7                                                           |                                                          |                                                          | Francisque Ravony (1942-2003)                            | 9 agosto 1993                                            | 30 ottobre 1995                                          | CSDDM (Comité de Soutien pour la Démocratie et le Développement à Madagascar) |                                   |
| 8                                                           |                                                          |                                                          | Emmanuel Rakotovahiny (1938-2020)                        | 30 ottobre 1995                                          | 28 maggio 1996                                           | UNDD (Union Nationale pour la Démocratie et le Développement)                 |                                   |
| 9                                                           |                                                          |                                                          | Norbert Ratsirahonana (1938)                             | 28 maggio 1996                                           | 21 febbraio 1997                                         | Asa Vita no Ifampitsarana (Giudicati dal Proprio Lavoro)                      |                                   |
| 9                                                           |                                                          |                                                          | Norbert Ratsirahonana (1938)                             | 28 maggio 1996                                           | 21 febbraio 1997                                         | Asa Vita no Ifampitsarana (Giudicati dal Proprio Lavoro)                      |                                   |
| 9                                                           | Norbert Ratsirahonana (1938)                             |                                                          | Norbert Ratsirahonana (1938)                             | 28 maggio 1996                                           | 21 febbraio 1997                                         | Asa Vita no Ifampitsarana (Giudicati dal Proprio Lavoro)                      |                                   |
| 9                                                           | Didier Ratsiraka (1936-2021)                             |                                                          | Norbert Ratsirahonana (1938)                             | 28 maggio 1996                                           | 21 febbraio 1997                                         | Asa Vita no Ifampitsarana (Giudicati dal Proprio Lavoro)                      |                                   |
| 10                                                          |                                                          |                                                          | Pascal Rakotomavo (1934-2010)                            | 21 febbraio 1997                                         | 23 maggio 1998                                           | AREMA                                                                         |                                   |
| 11                                                          |                                                          |                                                          | Tantely Andrianarivo (1954-2023)                         | 23 luglio 1998                                           | 31 maggio 2002                                           | AREMA                                                                         |                                   |
| 12                                                          |                                                          |                                                          | Jacques Sylla (1946-2009)                                | 26 febbraio 2002                                         | 20 gennaio 2007                                          | Indipendente                                                                  |                                   |
| 12                                                          |                                                          |                                                          | Jacques Sylla (1946-2009)                                | 26 febbraio 2002                                         | 20 gennaio 2007                                          | Indipendente                                                                  |                                   |
| 12                                                          | Marc Ravalomanana (1949)                                 |                                                          | Jacques Sylla (1946-2009)                                | 26 febbraio 2002                                         | 20 gennaio 2007                                          | Indipendente                                                                  |                                   |
| 14                                                          |                                                          |                                                          | Charles Rabemananjara (1947)                             | 20 gennaio 2007                                          | 17 marzo 2009                                            | Io Amo il Madagascar (Tiako I Madagasikara)                                   |                                   |
| 15                                                          |                                                          |                                                          | Monja Roindefo (1965)                                    | 17 marzo 2009                                            | 10 ottobre 2009                                          | Tanora malaGasy Vonona (Giovani Malgasci Determinati)                         | Andry Rajoelina (1974)            |
| 16                                                          |                                                          |                                                          | Eugène Régis Mangalaza (1950)                            | 10 ottobre 2009                                          | 18 dicembre 2009                                         | Indipendente                                                                  | Andry Rajoelina (1974)            |
| 17                                                          |                                                          |                                                          | Cécile Manorohanta (ad interim) (19??)                   | 18 dicembre 2009                                         | 20 dicembre 2009                                         | Indipendente                                                                  | Andry Rajoelina (1974)            |
| 18                                                          |                                                          |                                                          | Albert Camille Vital (1952)                              | 20 dicembre 2009                                         | 2 novembre 2011                                          | Militare                                                                      | Andry Rajoelina (1974)            |
| 19                                                          |                                                          |                                                          | Jean Omer Beriziky (1950)                                | 2 novembre 2011                                          | 16 aprile 2014                                           | Indipendente                                                                  | Andry Rajoelina (1974)            |
| 19                                                          |                                                          |                                                          | Jean Omer Beriziky (1950)                                | 2 novembre 2011                                          | 16 aprile 2014                                           | Indipendente                                                                  | Andry Rajoelina (1974)            |
| 19                                                          | Hery Rajaonarimampianina (1958)                          |                                                          | Jean Omer Beriziky (1950)                                | 2 novembre 2011                                          | 16 aprile 2014                                           | Indipendente                                                                  |                                   |
| 20                                                          |                                                          |                                                          | Roger Kolo (1943)                                        | 16 aprile 2014                                           | 17 gennaio 2015                                          | Forze Nuove per il Madagascar (Hery Vaovao ho an'i Madagasikara)              |                                   |
| 21                                                          |                                                          |                                                          | Jean Ravelonarivo (1959)                                 | 17 gennaio 2015                                          | 10 aprile 2016                                           | Indipendente                                                                  |                                   |
| 22                                                          |                                                          |                                                          | Olivier Mahafaly Solonandrasana (1964)                   | 10 aprile 2016                                           | 6 giugno 2018                                            | Forze Nuove per il Madagascar                                                 |                                   |
| 23                                                          |                                                          |                                                          | Christian Ntsay (1961)                                   | 6 giugno 2018                                            | in carica                                                | Indipendente                                                                  |                                   |
| 23                                                          |                                                          |                                                          | Christian Ntsay (1961)                                   | 6 giugno 2018                                            | in carica                                                | Indipendente                                                                  |                                   |
| 23                                                          | Rivo Rakotovao (1960)                                    |                                                          | Christian Ntsay (1961)                                   | 6 giugno 2018                                            | in carica                                                | Indipendente                                                                  |                                   |
| 23                                                          | Andry Rajoelina (1974)                                   |                                                          | Christian Ntsay (1961)                                   | 6 giugno 2018                                            | in carica                                                | Indipendente                                                                  |                                   |
| 23                                                          | Christian Ntsay (1961)                                   |                                                          | Christian Ntsay (1961)                                   | 6 giugno 2018                                            | in carica                                                | Indipendente                                                                  |                                   |
| 23                                                          | Richard Ravalomana (1959)                                |                                                          | Christian Ntsay (1961)                                   | 6 giugno 2018                                            | in carica                                                | Indipendente                                                                  |                                   |
| 23                                                          | Andry Rajoelina (1974)                                   |                                                          | Christian Ntsay (1961)                                   | 6 giugno 2018                                            | in carica                                                | Indipendente                                                                  |                                   |